# Studenternas hälsovårdsstiftelse

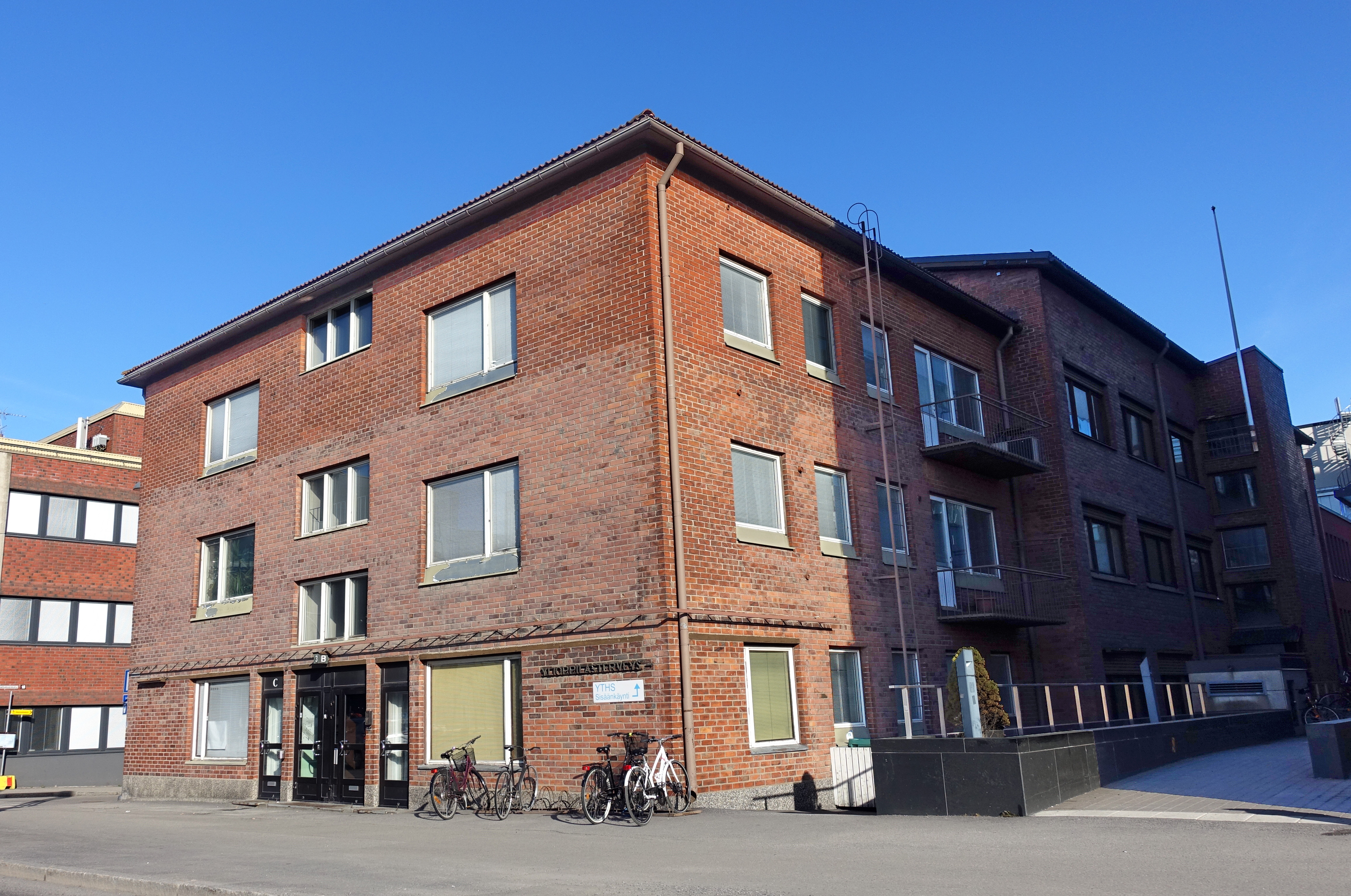
Studenternas hälsovårdsstiftelse i Tammerfors

Studenternas hälsovårdsstiftelse, SHVS, (fi. Ylioppilaiden terveydenhoitosäätiö, YTHS), grundad 1954 av Finlands Studentkårers Förbund (FSF), är en stiftelse som sköter studenternas grundläggande hälsovård på orter med högskoleverksamhet i Finland. Från 2021 omfattar tjänsterna även yrkeshögskolestudenterna.
Hälsovården är i Finland på kommunernas ansvar. Hälsostationer och sjukhus är skyldiga att vårda behövande oberoende av hemort, men närmast vad gäller akuta behov, ofta med en snäv tolkning av vad som är akut. För personer som studerade på annan ort långt hemifrån var detta ett problem. Fram till 1990-talet var det inte heller tillåtet att skriva sig på studieorten, då vistelse på grund av studier ansågs som tillfällig.
SHVS grundades 1954 efter en del relaterade projekt, lungundersökningar med början från 1932 och FSF:s sjukmottagning 1946. SHVS växte till att ha över 600 anställda och verksamhet på 16 orter (9 orter med specialarrangemang oräknade). Drygt 140 000 studerande omfattades av verksamheten, som finansierades dels genom besöksavgifter och via lokala studentkårers medlemsavgifter (Finland har kårobligatorium), dels genom bidrag av folkpensionsanstalten (62 % 2008), högskolestäderna och undervisningsministeriet, tidigare i väsentlig grad också av penningautomatföreningen (RAY).
Från 2021 fick SHVS ansvar för också yrkeshögskolestudenterna, medan utbytesstudenter går miste om tjänsterna och istället skall vända sig till kommunen. Ingen hälsovårdsavgift ingår längre i kåravgiften, utan motsvarande avgift betalas till folkpensionsanstalten och resten av finansieringen kommer från staten (77 % av kostnaderna).
Stiftelsen styrs av en verkställande direktör, en styrelse och ett fullmäktige. För den medicinska ledningen svarar en chefsöverläkare, en chefspsykiater och en chefstandläkare. De enskilda hälsostationerna styrs av lokala direktioner och av en av länsstyrelsen godkänd chef. Fullmäktige har 68 medlemmar, som utses av FSF, personalen vid SHVS, ett antal statliga myndigheter, kommunförbundet, högskolorna och deras studentkårer samt av tre medicinska fakulteter. Lokaldirektionerna utses av styrelsen, med representanter för studentkårerna, staden ifråga och hälsostationens personal.